# حبيل الغريب (حزم العدين)

تعديل مصدري - تعديل

حبيل الغريب محلة تابعة لقرية الربادة، التابعة لعزلة بني اسعد بمديرية حزم العدين إحدى مديريات محافظة إب في الجمهورية اليمنية، بلغ تعداد سكانها 32 حسب تعداد اليمن لعام 2004.